# ایکر هرناندز
ایکر هرناندز (اسپانیایی: Iker Hernández‎؛ زادهٔ ۸ آوریل ۱۹۹۴) بازیکن فوتبال اهل اسپانیا است.

## باشگاهی
از باشگاه‌هایی که در آن بازی کرده‌است می‌توان به باشگاه فوتبال رئال سوسیداد و باشگاه فوتبال اتلتیک بیلبائو بی اشاره کرد.

## تیم ملی
وی همچنین در تیم‌های ملی فوتبال زیر ۱۷ سال اسپانیا، زیر ۱۸ سال اسپانیا، زیر ۱۹ سال اسپانیا، و زیر ۲۰ سال اسپانیا بازی کرده‌است.